# Pterolophia basiflavipennis
Pterolophia basiflavipennis är en skalbaggsart som beskrevs av Stefan von Breuning 1970. Pterolophia basiflavipennis ingår i släktet Pterolophia och familjen långhorningar. Inga underarter finns listade i Catalogue of Life.